# Zeeuws volkslied
Het Zeeuws volkslied is in 1919 ontstaan als reactie op Belgische annexatieplannen die al tijdens de Eerste Wereldoorlog opkwamen. Sommige Belgen vonden dat Nederland zich door zijn neutraliteit tijdens de oorlog pro-Duits had gedragen. De Belgische regering wilde als compensatie voor de enorme schade en ellende die land en volk ondervonden twee Nederlandse gebieden annexeren voornamelijk teneinde de defensieve posities van België bij een mogelijk toekomstig conflict met Duitsland te verbeteren: Limburg vanwege de steenkool en om de strategische Maasovergangen bij Maastricht onder controle te hebben en Zeeuws-Vlaanderen vanwege de toegang tot Antwerpen, dat in 1914 door de neutraliteit van Nederland niet effectief via de zee militair ondersteund had kunnen worden.
In 1919 kwam het Belgische annexatiestreven nog sterker naar voren. Een grote groep in heel Zeeland voelde toen de behoefte de verbondenheid met Nederland en Oranje te benadrukken. De hoofdonderwijzer uit 's-Gravenpolder, D.A. Poldermans (1877-1939), schreef hierop de woorden van een volkslied waar de Middelburgse dirigent Jan Morks de muziek bij schreef. Het Zeeuws volkslied droegen zij op aan de Commissaris der Koningin, mr. H.J. Dijckmeester. Het lied bleek een blijver: in 2020 werd op initiatief van een raadslid uit de gemeente Borsele het 100-jarig bestaan ervan gevierd en bij vele gelegenheden, onder meer tijdens de nieuwjaarsrecepties van het Provinciaal Bestuur, wordt het door de aanwezigen met verve ten gehore gebracht.
Dit volkslied is minder bekend ten zuiden van de Westerschelde, waar men op gelegenheden eerder het Zeeuws-Vlaams volkslied als volkslied verkiest.

## Tekst
I 

Geen dierder' plek voor ons op aard,

Geen oord ter wereld meer ons waard,

Dan, waar beschermd door dijk en duin,

Ons toelacht veld en bosch en tuin;

Waar steeds d'aloude Eendracht woont,

En welvaart 's landsmans werk bekroont,

waar klinkt des Leeuwen forsche stem;

'Ik worstel moedig en ontzwem!'

II

Het land, dat fier zijn zonen prijst,

En ons met trots de namen wijst,

Van  Bestevaer en Joost de Moor,

Die blinken zullen d'eeuwen door;

Waarvan in de historieblaên,

De  Evertsen en Bankert staan,

Dat immerhoog in eere houdt,

den onverschrokken Naerebout.

III

Gij, Zeeland, zijt ons eigen land,

Wij dulden hier geen vreemde hand,

Die over ons regeeren zou,

Aan onze vrijheid zijn wij trouw.

Wij hebben slechts één enk'le keus

'Oranje en Zeeland!' da's de leus!

Zoo blijven wij met hart en mond,

Met lijf en ziel: goed Zeeuwsch goed rond.